# ريتشارد إردمان (نحات)
ريتشارد إردمان (بالإنجليزية: Richard Erdman)‏ هو نحات أمريكي، ولد في 20 مايو 1952 في برينستون في الولايات المتحدة.